# Ramuliseta thaica
Ramuliseta thaica är en tvåvingeart som beskrevs av Valery Korneyev 2001. Ramuliseta thaica ingår i släktet Ramuliseta och familjen Ctenostylidae.
Artens utbredningsområde är Thailand. Inga underarter finns listade i Catalogue of Life.